# Tembé
Tembé, pleme iz skupine Tenetehara, porodica Tupi-Guarani, nseljeni uz rijeke Gurupi i Guamá i istočnobrazilskim državama Maranhão i Pará. 
Danas žive na sljedećim rezrvatima:  '1. Alto Turiaçu'  (općine Cândido Mendes, Carutapera, Monção i Turiaçu) gdje imaju 4 aldeje (sela) Banha, PI Canindé, Igarapé das Pedras i Cajueiro. Brojno stanje je [1985]. iznosilo 157. Trilingualni su u tembe, urubu i portugalskom;  '2. Alto Rio Guamá'  u općinama Paragominas i Viseu. Ovdje imaju pet aldeja: Pitoma, PI Rio Guamá, São Pedro Velho, Frasqueia i Tauari, broj im iznosi 275 (1985). Prema silu ovdje više nitko ne govori jezikom tembe;  '3. Tembé' , u općini Tomé Açu, s Indijancima Turiwara;  '4. Turé-Mariquita' , u općini Tomé Açu, gdje ih ima 39 (1990).